# Богојевић Село
Богојевић Село је насељено мјесто у граду Требиње, Република Српска, БиХ. Према попису становништва из 1991. у насељу је живјело 68 становника.

## Историја
Почетком Првог светског рата, из села су одведене све мушке особе, четрдесет малишана је убрзо умрло од глади и умора.

## Становништво
| Демографија | Демографија | Демографија |
| Година      | Становника  | Становника  |
| ----------- | ----------- | ----------- |
| 1991.       | 68          |             |

## Знамените личности
- Лука Вукаловић, српски устаник
- Трипко Вукаловић, српски устаник